# Micrambe bimaculatus
Micrambe bimaculatus is een keversoort uit de familie harige schimmelkevers (Cryptophagidae). De wetenschappelijke naam van de soort werd in 1798 gepubliceerd door Georg Wolfgang Franz Panzer.